# L'assassin frappe à minuit
Pour plus de détails, voir Fiche technique et Distribution.
L'assassin frappe à minuit (The Long Dark Hall) est un film britannique réalisé par Reginald Beck et Anthony Bushell, sorti en 1951.

## Fiche technique
- Titre original : The Long Dark Hall
- Titre français : L'assassin frappe à minuit
- Réalisation : Reginald Beck et Anthony Bushell
- Scénario : Nunnally Johnson et William Fairchild d'après le roman d'Edgar Lustgarten (en)
- Photographie : Wilkie Cooper
- Montage : Tom Simpson
- Musique : Benjamin Frankel
- Pays de production : Royaume-Uni
- Format : Noir et blanc - 1,37:1
- Genre : policier
- Durée : 86 minutes
- Date de sortie : 1951

## Distribution
- Rex Harrison : Arthur Groome
- Lilli Palmer : Mary Groome
- Tania Heald : Sheila Groome
- Henrietta Barry : Rosemary Groome
- Dora Sevening : la mère de Mary
- Ronald Simpson (en) : le père de Mary
- Raymond Huntley : Inspecteur Sullivan
- William Squire : Sergent Cochran
- Ballard Berkeley (en) : Maxey
- Anthony Dawson : l'homme
- Denis O'Dea : Sir Charles Morton
- Anthony Bushell : Clive Bedford
- Henry Longhurst (en) : Juge
- Patricia Cutts : Rose Mallory
- Meriel Forbes (en) : Marjorie Danns
- Brenda De Banzie : Mme Rogers
- Douglas Jefferies (en) : Dr Conway
- Fletcher Lightfoot : Président du jury
- Anthony Shaw : Greffier du tribunal
- Michael Medwin : Leslie Scott
- Colin Gordon : Pound
- Eric Pohlmann : Polaris
- Jill Bennett : la première fille tuée